# ماتیاس بر
ماتیاس بر (انگلیسی: Matthias Behr؛ زادهٔ ۱ آوریل ۱۹۵۵) شمشیرباز اهل آلمان بود.
وی همچنین برندهٔ جوایزی همچون برگ بوی نقره‌ای شده‌است.
وی در مسابقات کشوری و بین‌المللی در مجموع برندهٔ ۱ مدال طلا، ۳ مدال نقره شده‌است.